# Miconia zanonii
Miconia zanonii är en tvåhjärtbladig växtart som beskrevs av Judd, Skean och R.S.Beaman. Miconia zanonii ingår i släktet Miconia och familjen Melastomataceae. Inga underarter finns listade i Catalogue of Life.